# Velilla del Río Carrión
Velilla del Río Carrión is een gemeente in de Spaanse provincie Palencia in de regio Castilië en León met een oppervlakte van 198,94 km². Velilla del Río Carrión telt 1.369 inwoners (1 januari 2016).